# Jakub Kuzdra
Jakub Kuzdra (Tarnów, 8 dicembre 1997) è un calciatore polacco, difensore del Chrobry Głogów.

## Caratteristiche tecniche
È un giocatore polivalente capace di giocare in moltissimi ruoli. Nato come terzino destro, ha giocato anche sul versante opposto e come esterno di centrocampo. Inoltre, vista la sua corporatura massiccia, si è ritagliato spesso anche un ruolo come mediano.

## Carriera

### Club

#### Gli inizi
Nato a Tarnów, Kuzdra cresce calcisticamente nelle squadre della sua città venendo acquistato dal Piast Gliwice nel 2015. Qua, a soli diciassette anni, esordisce in Ekstraklasa subentrando a Kamil Vacek a sette minuti dalla fine. Pochi giorni prima era arrivato anche il suo debutto nel professionismo, disputanto tutti i 120' della gara di Puchar Polski contro lo Stalowa Wola.
Nella stagione 2016-2017 passa in prestito al Polonia Bytom, in II liga (terzo livello del calcio polacco), per giocare con più regolarità. Qua disputa ventotto incontri ufficiali, ma ciononostante a fine anno il Piast decide di non rinnovargli il contratto e di lasciarlo andare da svincolato.
Kuzdra firma così con il Bytovia Bytów, in seconda divisione, disputando un altro buon campionato nel quale interpreta varie posizioni fra cui quella inedita del trequartista. Riconfermato anche per la stagione successiva, il 17 novembre 2018 realizza il suo primo gol da professionista nella gara persa 3-2 sul campo dello Stomil Olsztyn.

#### Warta Poznań
Il 28 giugno 2019 viene annunciato il suo passaggio al Warta Poznań, con cui firma un contratto di due anni. Debutta con la nuova maglia il 26 luglio 2019, durante la prima giornata di campionato persa 2-1 sul campo dello Stal Mielec. Dopo un inizio molto positivo, condito da tre assist nelle prime sette giornate, perde il posto da titolare in favore di Michał Grobelny. Torna titolare nel finale di stagione, ma rimane nuovamente in panchina in occasione delle due gare di playoff promozione contro Nieciecza e Radomiak Radom. Ciononostante il Warta viene promosso in Ekstraklasa e Kuzdra viene riconfermato anche per la stagione seguente.
Torna a giocare nella massima serie cinque anni dopo il suo debutto, giocando da titolare il 23 agosto 2020 contro il Lechia Danzica nella prima giornata di campionato. Dopo aver disputato le prime gare da titolare, viene inizialmente sostituito da Jan Grzesik sulla corsia di destra, ma torna immediatamente negli undici di partenza venendo schierato prima a sinistra e poi come esterno alto. Il 21 marzo, in occasione della gara interna contro il Podbeskidzie realizza il suo primo gol in massima serie, con un destro da dentro area su assist di Makana Baku.
Il 28 giugno il Warta annuncia ufficialmente la decisione del calciatore di non rinnovare il contratto, che pertanto scade il 30 giugno successivo.

#### Volos
Il 10 luglio successivo viene annunciato il suo passaggio a titolo definitivo ai greci del Volo, con cui firma un contratto di due anni. Con i greci, tuttavia, disputa appena un incontro di coppa, senza mai debuttare in campionato, risolvendo il contratto ad inizio 2022.

### Nazionale
Nel 2015 viene convocato dal selezionatore Rafał Janas con le nazionali under-18 e under-19, giocando alcune gare di qualificazione all'europeo di categoria.

## Statistiche

### Presenze e reti nei club
Statistiche aggiornate al 23 luglio 2021.
| Stagione             | Squadra              | Campionato           | Campionato | Campionato | Coppe nazionali | Coppe nazionali | Coppe nazionali | Coppe continentali | Coppe continentali | Coppe continentali | Altre coppe | Altre coppe | Altre coppe | Totale | Totale |
| Stagione             | Squadra              | Comp                 | Pres       | Reti       | Comp            | Pres            | Reti            | Comp               | Pres               | Reti               | Comp        | Pres        | Reti        | Pres   | Reti   |
| -------------------- | -------------------- | -------------------- | ---------- | ---------- | --------------- | --------------- | --------------- | ------------------ | ------------------ | ------------------ | ----------- | ----------- | ----------- | ------ | ------ |
| 2015-2016            | Piast Gliwice        | EK                   | 1          | 0          | CP              | 1               | 0               | -                  | -                  | -                  | -           | -           | -           | 2      | 0      |
| 2016-2017            | Polonia Bytom        | IIL                  | 28         | 0          | CP              | 0               | 0               | -                  | -                  | -                  | -           | -           | -           | 28     | 0      |
| 2017-2018            | Bytovia Bytów        | IL                   | 21         | 0          | CP              | 3               | 0               | -                  | -                  | -                  | -           | -           | -           | 24     | 0      |
| 2018-2019            | Bytovia Bytów        | IL                   | 26         | 1          | CP              | 2               | 0               | -                  | -                  | -                  | -           | -           | -           | 28     | 1      |
| Totale Bytovia Bytów | Totale Bytovia Bytów | Totale Bytovia Bytów | 47         | 1          |                 | 5               | 0               |                    | -                  | -                  |             | -           | -           | 52     | 1      |
| 2019-2020            | Warta Poznań         | IL                   | 11         | 0          | CP              | 0               | 0               | -                  | -                  | -                  | -           | -           | -           | 11     | 0      |
| 2020-2021            | Warta Poznań         | EK                   | 23         | 1          | CP              | 1               | 0               | -                  | -                  | -                  | -           | -           | -           | 24     | 1      |
| Totale Warta Poznań  | Totale Warta Poznań  | Totale Warta Poznań  | 34         | 1          |                 | 1               | 0               |                    | -                  | -                  |             | -           | -           | 35     | 1      |
| 2021-2022            | Volo                 | SL                   | 0          | 0          | CG              | 1               | 0               | -                  | -                  | -                  | -           | -           | -           | 1      | 0      |
| Totale carriera      | Totale carriera      | Totale carriera      | 110        | 2          |                 | 8               | 0               |                    | 0                  | 0                  |             | -           | -           | 118    | 2      |